# Fontána Karla Velikého
Fontána Karla Velikého (francouzsky Fontaine Charlemagne) je fontána v Paříži ve 4. obvodu v Rue Charlemagne za kostelem svatého Pavla a Ludvíka.

## Historie
Výstavba fontány na Rue des Prêtres Saint-Paul (nyní Rue Charlemagne) byla schválena dekretem prefektury v srpnu 1840. Fontána byla zřízena v témže roce u presbytáře kostela svatého Pavla a Ludvíka v sousedství Lycée Charlemagne.

## Popis
Ve frontonu fontány se nachází znak města Paříže a nápis ANNEE M.DCCC.XL (rok 1840) upomínající na datum vzniku fontány. Fontána má podobu klenutého výklenku, zdobeného reliéfními motivy vodních rostlin a živočichů. Litinovou mísu nesou delfíni a zdobí ji socha usmívajícího se dítěte se zdviženýma rukama, nesoucího mušli. Voda z lastury stéká do nádrže, odkud stříká z tlam delfínů do hlavní kamenné nádrže. Litinová část pochází ze slévárny Val d'Osne, což naznačuje, že kamenná část a litinová část nejsou stejného stáří.